# Dolores Marco
Dolores Marco (* 29. August 1973) ist eine spanische Badmintonspielerin.

## Karriere
Dolores Marco gewann 1995 ihren ersten Titel bei den Spanish International. 1998 holte sie sich ihren ersten Titel bei den nationalen Titelkämpfen in ihrer Heimat Spanien, über ein Dutzend folgten bis 2007. 1992 nahm sie an Olympia teil und wurde 33. im Dameneinzel. In den Folgejahren gewann sie bis 1997 sechs weitere spanische Meistertitel.

## Sportliche Erfolge
| Saison | Veranstaltung                  | Disziplin   | Platz | Name                                |
| ------ | ------------------------------ | ----------- | ----- | ----------------------------------- |
| 1995   | Spanish International          | Damendoppel | 1     | Dolores Marco / Esther Sanz         |
| 1998   | Spanien: Einzelmeisterschaften | Dameneinzel | 1     | Dolores Marco                       |
| 1999   | Spanien: Einzelmeisterschaften | Dameneinzel | 1     | Dolores Marco                       |
| 1999   | Spanien: Einzelmeisterschaften | Damendoppel | 1     | Dolores Marco / Lucia Tavera        |
| 2000   | Hungarian International        | Mixed       | 1     | José Antonio Crespo / Dolores Marco |
| 2000   | Spanien: Einzelmeisterschaften | Dameneinzel | 1     | Dolores Marco                       |
| 2000   | Spanien: Einzelmeisterschaften | Damendoppel | 1     | Dolores Marco / Lucia Tavera        |
| 2001   | Spanien: Einzelmeisterschaften | Damendoppel | 1     | Dolores Marco / Lucia Tavera        |
| 2001   | Spanien: Einzelmeisterschaften | Dameneinzel | 1     | Dolores Marco                       |
| 2002   | Spanien: Einzelmeisterschaften | Dameneinzel | 1     | Dolores Marco                       |
| 2002   | Spanien: Einzelmeisterschaften | Damendoppel | 1     | Dolores Marco / Lucia Tavera        |
| 2002   | Spanien: Einzelmeisterschaften | Damendoppel | 1     | Dolores Marco / Ana Ferrer          |
| 2002   | Spanien: Einzelmeisterschaften | Mixed       | 1     | José Antonio Crespo / Dolores Marco |
| 2003   | Spanien: Einzelmeisterschaften | Mixed       | 1     | José Antonio Crespo / Dolores Marco |
| 2003   | Spanien: Einzelmeisterschaften | Damendoppel | 1     | Dolores Marco / Ana Ferrer          |
| 2003   | Spanien: Einzelmeisterschaften | Dameneinzel | 1     | Dolores Marco                       |
| 2004   | Spanish International          | Mixed       | 1     | José Antonio Crespo / Dolores Marco |
| 2004   | Spanish International          | Dameneinzel | 1     | Dolores Marco                       |
| 2005   | Spanien: Einzelmeisterschaften | Mixed       | 1     | Sergio Llopis / Dolores Marco       |
| 2006   | Spanien: Einzelmeisterschaften | Mixed       | 1     | Sergio Llopis / Dolores Marco       |
| 2007   | Spanien: Einzelmeisterschaften | Mixed       | 1     | Sergio Llopis / Dolores Marco       |